# 리영수 (정치인)
리영수(1946년 ~ )는 조선민주주의인민공화국의 정치인이다. 조선로동당 근로단체부장이며, 당 중앙위 위원 조선로동당 중앙위원회 정치국 위원이다.

## 경력
1946년에 태어났다. 1976년 사로청 부위원장을 거쳐 1978년 위원장에 올랐다. 1982년과 1986년 최고인민회의 제7기와 8기 대의원을 각각 지냈다.
2010년 6월에 당 중앙위 근로단체부장, 같은 해 9월 조선로동당 중앙위원회 위원에 각각 선임되었다.
2010년 11월의 조명록 사망 당시에 국가 장의위원회 위원을 맡았다.